# Paleolític
El Paleolític (del grec παλαιός, palaiós, antic, i λίθος, líthos, pedra, "edat de la pedra tallada") és una etapa de la prehistòria dels humans caracteritzada per l'ús d'instruments de pedra tallada, encara que també s'utilitzaven altres matèries primeres orgàniques (mal conservades i poc conegudes) per construir diversos estris: os, banya, fusta, cuir, fibres vegetals, etc. És el període més llarg de la història humana, ja que s'estén des de fa 2,5 milions d'anys (a l'Àfrica) fins fa uns 9.000 aproximadament i es divideix en tres fases: el Paleolític inferior, el Paleolític mitjà i el Paleolític superior, al qual s'afegeix un període terminal anomenat Epipaleolític (l'etapa següent a l'Epipaleolític i anterior al Neolític és el Mesolític).
El Paleolític es caracteritza, a grans trets, per la utilització d'instruments grossos, pesants, difícils de manejar i, en general, mal treballats. Encara no han desenvolupat una plena capacitat constructora. L'home del Paleolític és nòmada, és a dir, s'estableix en un lloc i s'hi queda fins a esgotar-ne els recursos naturals.
El terme paleolític va ser creat per l'arqueòleg John Lubbock el 1865, en oposició a neolític ('edat moderna de la pedra'). Totes dues constitueixen el que es denomina edat de pedra (l'elaboració d'instruments de pedra estableix la diferència amb l'edat dels metalls).

## Cronologia

### El Paleolític al món
Aquesta cronologia és conservadora i es basa en les troballes de la francesa Hélène Roche en els jaciments etíops de Kada Gona (Afar, Etiòpia), les primeres eines tallades dels quals s'han datat per mitjà del potassi-argó en 2,6 milions d'anys d'antiguitat. La troballa de Dmanisi (Geòrgia) permet saber que els éssers humans van arribar al Pròxim Orient fa 1,8 milions d'anys. A l'Extrem Orient existeixen proves més o menys sòlides d'una ocupació molt primerenca, amb jaciments com Modjokerto (Java), o Logoluppo (Xina), entre d'altres, que superen els 1,8 milions d'anys. Per acabar, la Sima del Elefante, del jaciment arqueològic d'Atapuerca (Burgos) i la Cueva Victoria (Múrcia), permeten demostrar que l'ocupació humana d'Europa supera els 1,2 milions d'anys d'antiguitat, si bé la troballa més antiga correspon al crani de Ceprano (Itàlia), amb prop d'un milió d'anys.

## Estil de vida
L'economia del Paleolític es basa en la caça i larecol·lecció, activitats amb les quals els homes aconseguien aliments, llenya i materials per les seves eines, roba o cabanes. La caça era poc important al principi del Paleolític, període en què predomina la recol·lecció. A mesura que l'ésser humà progressa físicament i culturalment la caça va guanyant importància:
L'alimentació era diversa segons els diferents hàbitats on vivien els humans. Durant el Paleolític, els caçadors-recol·lectors s'alimentaven principalment de carn, peix, vegetals de fulla, fruits secs i insectes en proporcions variades. Tanmateix hi ha poques proves de la proporció relativa d'aliments animals i vegetals. Segons alguns antropòlegs i partidaris de la moderna dieta paleolítica, consumien quantitats significatives de carn i possiblement la major part del seu aliment l'obtenien caçant. Una hipòtesi contrària opina que els humans del Paleolític tenien les plantes com la base de la seva dieta en general, o que la caça i la recol·lecció contribuïen de forma equitativa a la seva dieta. Una hipòtesi sosté que es menjaven gran quantitats d'arrels tuberoses subterrànies abans de l'arribada de l'agricultura. Les proporcions relatives de plantes i animals en l'alimentació possiblement variaven entre les regions. Per exemple en regions tropicals africanes probablement la dieta estava basada en les plantes, mentre en regions més fredes com les del nord d'Europa la carn hi predominava.
La roba de llit d'herba més antiga té almenys 200.000 anys, i es creu que les làmines d'herba més velles cremades sota la roba de llit s'han utilitzat per a una base aïllada lliure de brutícia i per allunyar els artròpodes.
De manera general, els pobles paleolítics experimentaven menys fam i malnutrició que els neolítics que els seguiren. Això va ser en part pel fet que el Paleolítics tenien accés a una varietat més àmplia de plantes i altres aliments i la seva dieta era més nutritiva. Moltes de les fams del Neolític i temps posteriors eren causades o amplificades per la dependència en un poc nombre de conreus. També és poc probable que els paleolítics estiguessin afectats per malalties com la diabetis mellitus tipus 2, malalties coronàries i de cerebrovasculars pel fet de menjar plantes crues i fer molt d'exercici.
Llegums de llavors grosses formaven part de la dieta del Paleolític com evidencien les restes trobades a la cova de Kebara a Israel. Recentment s'han trobat proves del processament i el consum de cereals silvestres, abans del Neolític fa 23.000 anys. Però no sembla que es mengessin en grans quantitats de manera diària. Recents proves arqueològiques indiquen la vinificació ja en el Paleolític, per fermentació de grans de raim silvestre fermentats en pells d'animals. Els paleolítics consumien les parts internes dels animals com fetges, ronyó i cervell. Potser tenien un coneixement significatiu de les plantes silvestres i practicaven ja una forma rudimentària d'horticultura. En particular les bananes i els tubercles poden haver estat cultivats tan aviat com fa 25.000 anys al sud d'Àsia. Al final del Paleolític sembla que ja es practicava el pastoreig i la ramaderia. Per exemple amb els rens el 14.000 aC. Els humans també probablement consumien plantes i fongs al·lucinògenes durant el Paleolític.

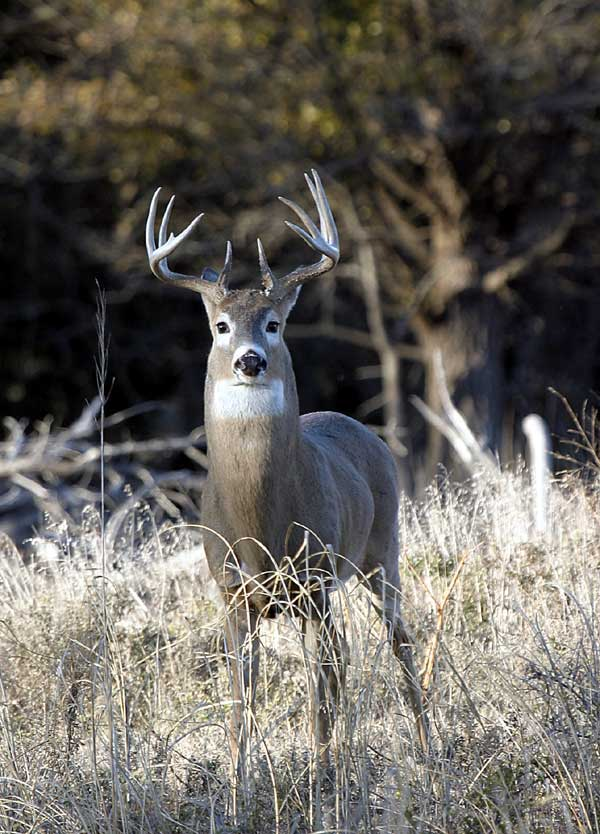
Grans animals com els cérvols eren font de proteïnes.

Durant el Paleolític mitjà els neandertals i els Homo sapiens primitius, van començar a consumir musclos i altres mol·luscs marins (entre 110.000 i 164.000 anys enrere). La pesca pròpiament dita va succeir al darrer terç del Paleolític, els peixos van passar a formar part de la dieta en el Paleolític mitjà.
Antropòlegs com Tim White suggereixen que el canibalisme era comú abans del darrer terç del Paleolític basant-se en les restes humanes trobades. El canibalisme seria conseqüència de l'escassedat d'aliments. Però hi podia haver raons religioses. Tanmateix hi pot haver societats paleolítiques que mai van practicar el canibalisme i les restes humanes que s'han trobat amb aparença de canibalisme ser el producte d'un ritual de neteja dels ossos post-mortem o la depredació per carnívors com lleons hienes i altres.

### Els estris
En essència, les tècniques de fabricació d'instruments no canvien massa al llarg del Paleolític, a pesar de la multitud de cultures que s'hi han arribat a diferenciar. Es va arribar, això sí, a un nivell de perfeccionament i de destresa sorprenents.
- Apareixen els estris d'os com els punxons, les atzagaies o puntes de llança, els arpons per a pescar, propulsors, agulles de cosir,[33] hams, bastons perforats (sovint anomenats bastons de comandament), etc. No obstant això, els estris d'os només són abundants a partir de l'aparició dels humans moderns, en el denominat paleolític superior.

- Els estris de pedra també evolucionen; però sempre es fabriquen per mitjà de diverses tècniques de talla, sobretot la percussió, és a dir, el colpeig del nucli (d'una roca de fractura concoidal: quars, quarsita, sílex, obsidiana, etc.) amb un percussor de pedra dur o de banya de cèrvid -tou o elàstic- per donar forma a les eines lítiques, com ho faria un escultor. En el Paleolític superior s'arriba a tallar la pedra no només per percussió, sinó també per pressió, aconseguint així un major control sobre el resultat. En qualsevol cas, obtenien talls esmolats, o bé resquills afilats anomenats ascles. En un principi es fabriquen eines de pedra molt simples, com els còdols tallats; després apareixen els bifaços o destrals de mà, que servien per a fer de tot: tallar, cavar, trencar, perforar… Més endavant, els útils s'especialitzen i apareixen les rascadores (per a adobar pells), els ganivets (per a escorxar animals), les puntes de llança de pedra, etc.[34][35]

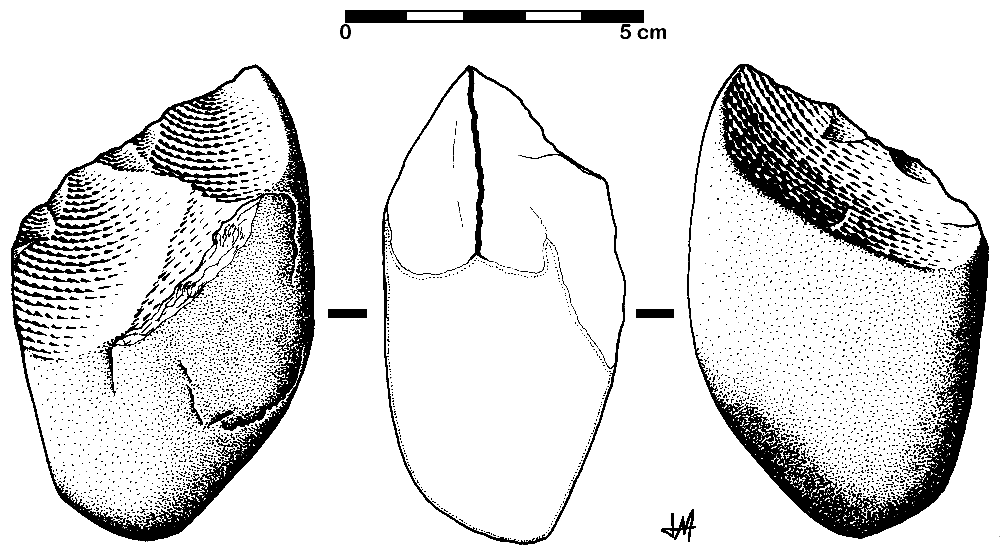
El còdol tallat, l'utensili més antic i senzill que va fabricar l'ésser humà en el Paleolític inferior
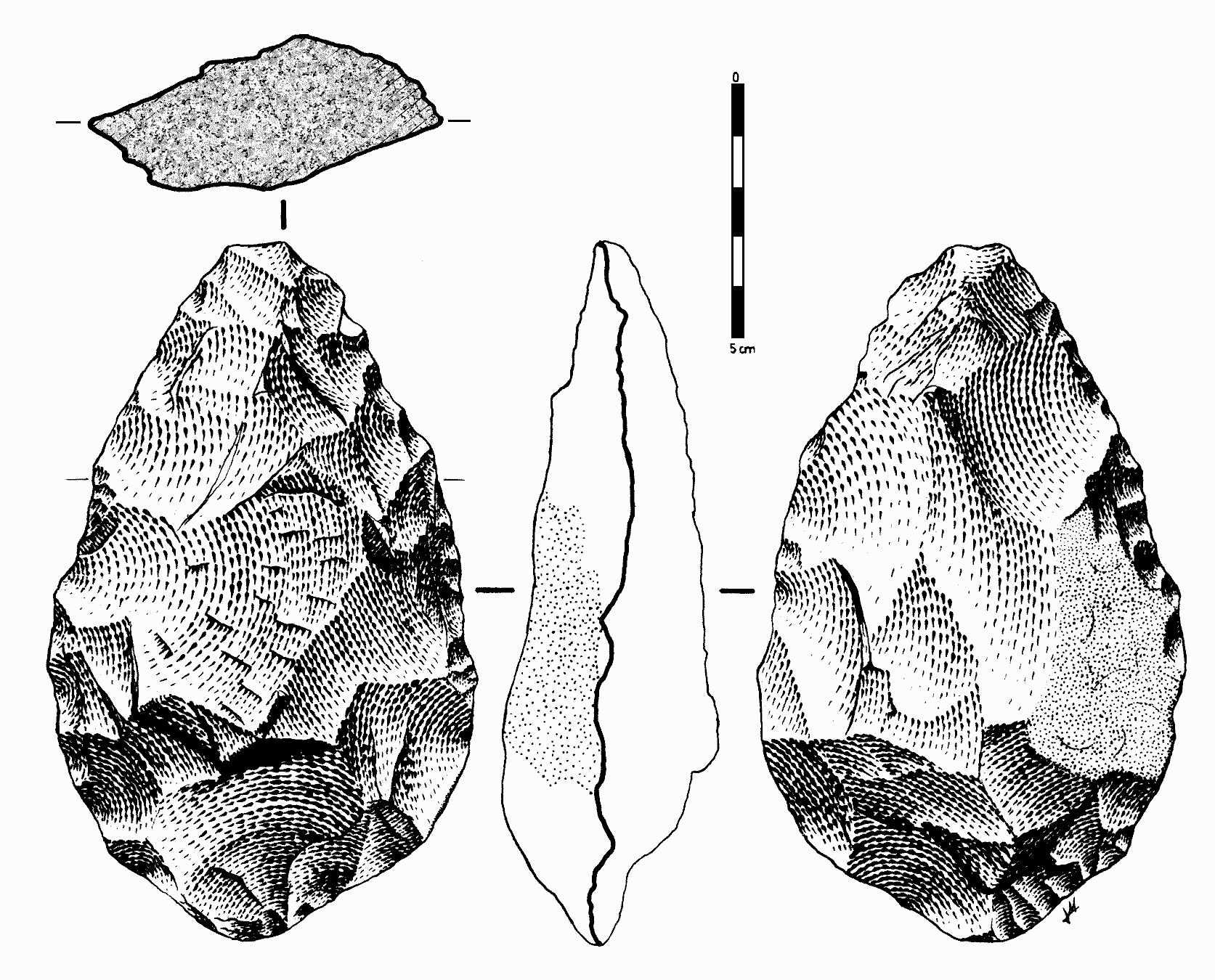
El bifaç va suposar una autèntica revolució tecnològica que va donar lloc a una cultura pròpia, l'acheulià
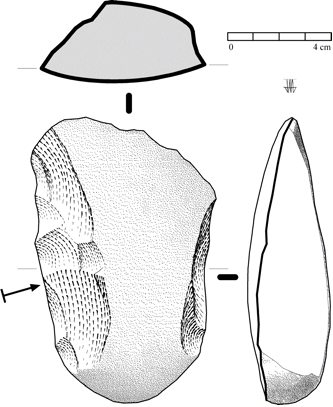
El fenedor o tallant acheulià, d'aparença senzilla, però conceptualment molt avançat
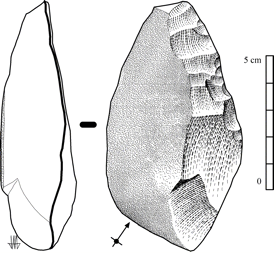
La rascadora, una ascla preparada per adobar pells, es generalitza en el Paleolític mitjà
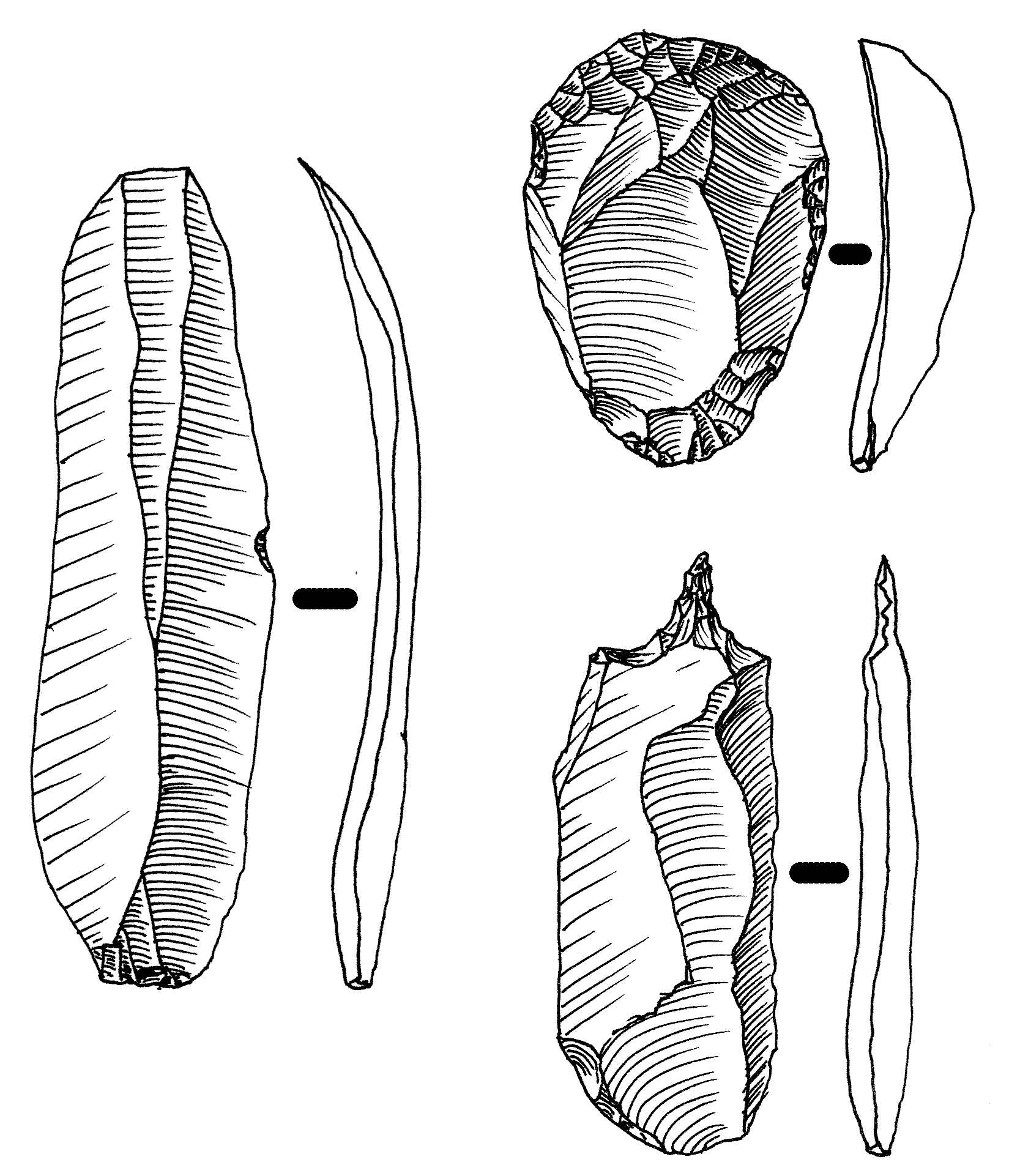
Utensilis del Paleolític superior: fulla de sílex, rascadora i perforador
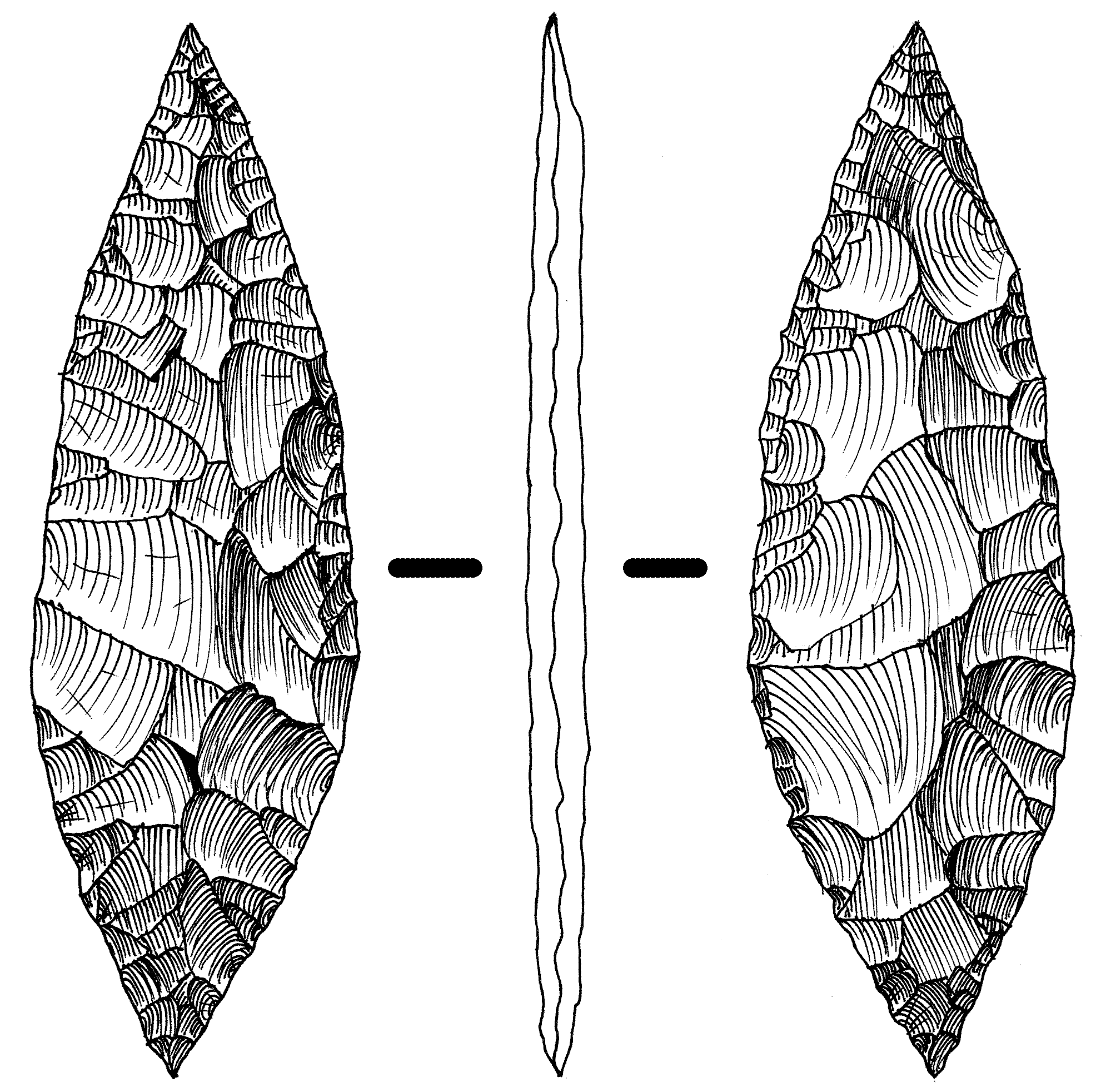
Fulla de llorer amb talla bifacial per pressió, època del solutrià
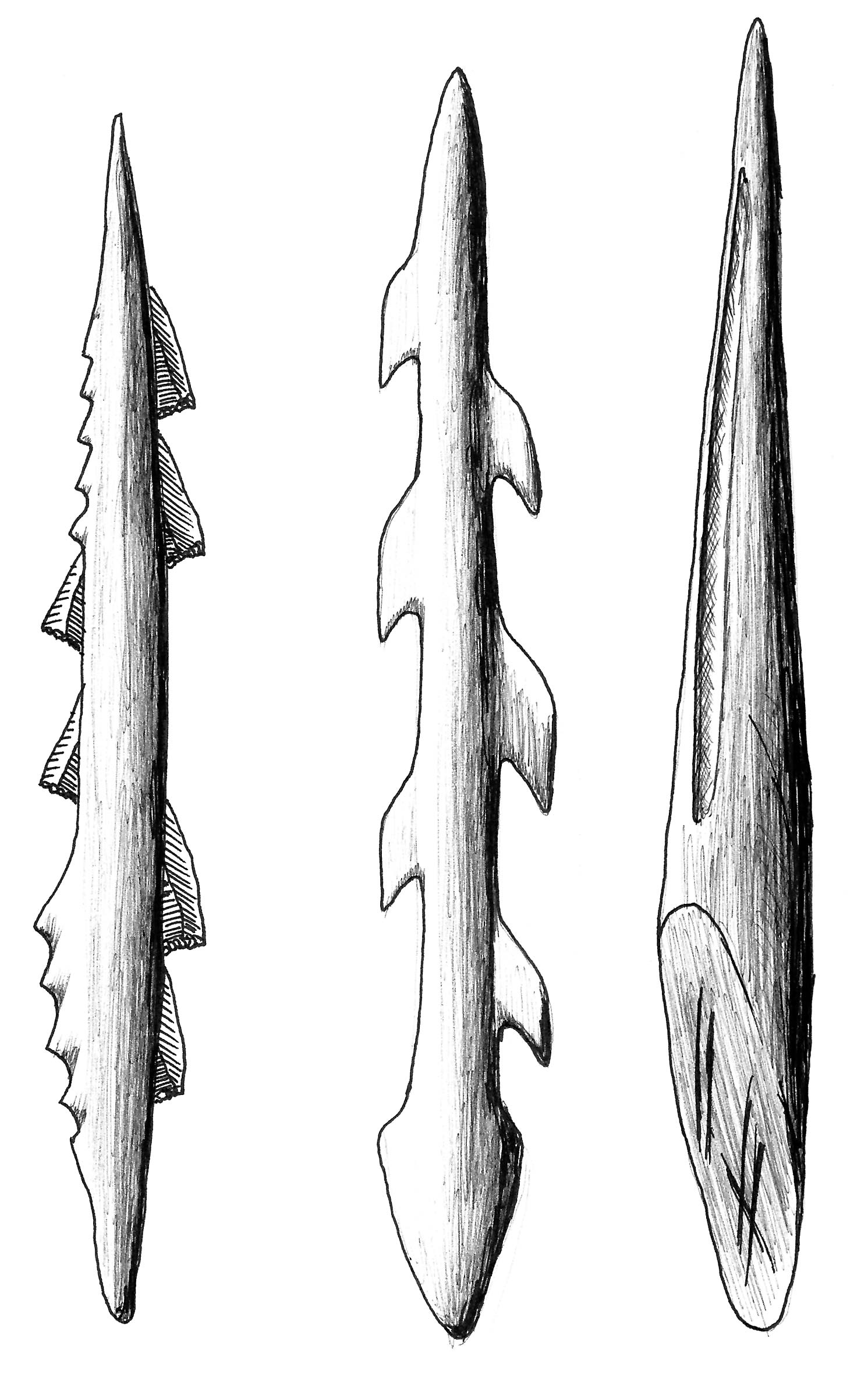
Arpó amb micròlits, arpó de doble filera i atzagaia (magdaleniana)
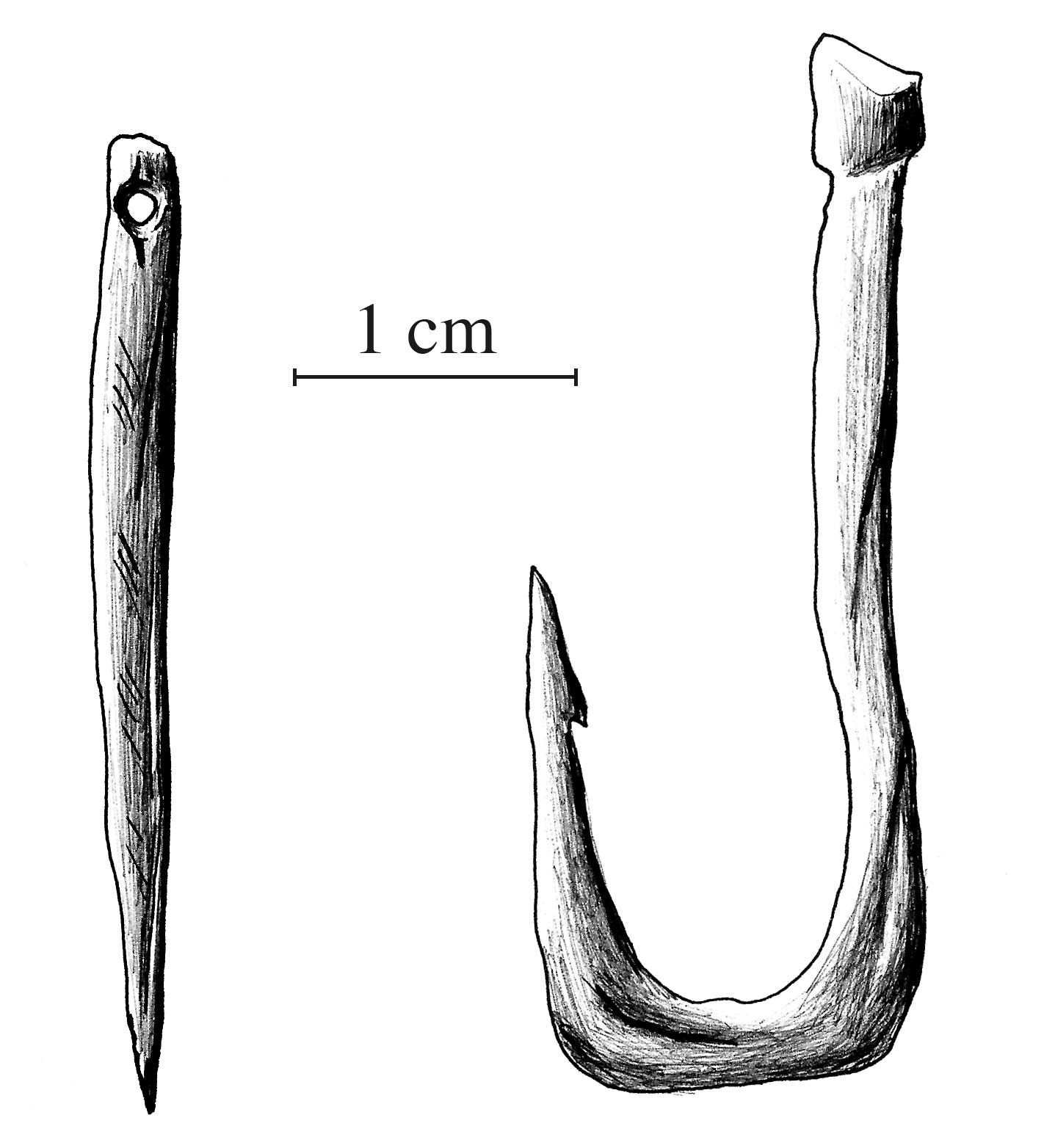
Petits instruments d'os del Paleolític superior: agulla de cosir i ham

El Paleolític es divideix tradicionalment en tres fases (paleolític inferior, Paleolític mitjà i paleolític superior) encara que això depèn de la regió del món en la qual estiguem. Pel que fa a la talla de la pedra, podríem distingir les etapes següents:
- Al paleolític inferior arcaic hi predomina l'anomenada cultura dels còdols tallats, més coneguda amb els apel·latius anglosaxons: olduvaiana i cultura pebble. Els humans d'aquestes fases obtenien uns 10 cm de tall esmolat d'un quilogram de roca.
- L'acheulià, que és una cultura amb bifaços, i les seves cultures germanes sense bifaços d'Àsia (pre-soanià i soanià, a la Indoxina, i Padjitanià, al Japó, totes del Paleolític inferior), desenvolupen tècniques de talla bifacial que permeten obtenir fins a 40 cm d'un quilogram de roca, que aconsegueixen donant-hi entre 25 i 70 cops.
- Al mosterià, i en altres cultures mosteroides (del denominat Paleolític mitjà), l'home és capaç d'obtenir fins a dos metres de tall d'un quilogram de roca donant-hi més de 70 cops.
- Els humans moderns, al Paleolític Superior van arribar a tal perfecció que d'un quilogram de roca en treien més de 26 m de tall, tot i que havien de donar-hi més de 250 cops.[36]

### Grups humans
|  |  |  |

El més probable és que al Paleolític no existeixi divisió del treball ni especialització, excepte en casos que requereixen habilitats especials (el xaman, l'artesà…). Cada membre del grup és capaç de fer qualsevol tipus de treball per sobreviure, al marge de les capacitats individuals, majors en uns individus que en d'altres. Ates que és possible una divisió del treball en funció de les edats. Això, sens dubte, afavoreix la productivitat, però no implica necessàriament una jerarquització social. El fet que els homes siguin més forts que els nens, les dones o els ancians no implica que estiguin privilegiats o hagin de ser els caps.
És segur que al Paleolític hi ha cultures patrilineals, matrilineals i multilineals. Però el lideratge no implica privilegis, ni que siguin vitalicis o hereditaris. La igualtat social és l'única opció possible en una economia en la qual no existeixen els excedents ni es pot acumular riquesa. Per la mateixa raó, és il·lògic el robatori, la guerra o la conquesta. Les dades arqueològiques semblen corroborar-ho. No hi ha senyals de conflictes bèl·lics. Tampoc no n'hi ha motius, ja que la densitat de població és mínima. S'estima que el màxim poblacional és de 10 milions d'éssers humans en tot el planeta. La integració en la naturalesa és possible només gràcies a la cohesió d'un grup igualitari en el qual tots treballen, no per propi benefici, o per obligació, sinó per voluntat i per convenciment.

### Creences
Possiblement, l'espiritualitat apareix amb els arcantropins, com els del jaciment arqueològic d'Atapuerca, un santuari en el qual, tal vegada, dipositen els cadàvers en comptes d'abandonar-los a la intempèrie. Més tard, els neandertals enterraran els seus morts amb ofrenes per al més enllà. Una de les manifestacions de tot plegat podria ser l'art paleolític, que va néixer fa 30.000 anys. Les obres d'art paleolític estan pintades o esculpides a les parets de les coves (art parietal) o decorant objectes d'ús quotidià (art mobiliari), sobretot d'os, com arpons, puntes de llança, bastons, etc. Encara no se sap per a què servien les obres d'art paleolític, però és segur que tenien una finalitat màgica o religiosa.
La religió era, sovint, apotropaica (protectora), o tal vegada es tractava de màgia simpàtica: la creença en l'obtenció d'un resultat favorable mitjançant la pintura rupestre. Les Venus, figures que apareixen en el registre arqueològic del Paleolític superior, en proporcionen un indici: poden haver-se utilitzat per a assegurar l'èxit en la caça o per a assolir la fertilitat de la terra i les dones.< Les venus del Paleolític superior s'han explicat de vegades com a representacions de la Mare Terra, similar a la deessa Gea. A més, James Harrod les ha descrit com a representants dels xamans més antics, tant si eren homes com dones.

## Evolució humana
Hi ha una correspondència força propera entre els períodes culturals i els tipus d'humans: al Paleolític inferior li correspon Homo habilis (només a l'Àfrica) i el que tradicionalment s'ha denominat Homo erectus. El Paleolític mitjà, almenys a Europa i Orient Mitjà, s'identifica amb l'Home de Neanderthal, i el Paleolític superior i epipaleolític correspon a l'Home de Cro-Magnon.
L'ésser humà procedeix d'un grup de simis anomenats hominoïdeus, que es divideixen fa 15 milions d'anys: per una banda, els antropomorfs pòngids (ximpanzés, goril·les i orangutans) i, per una altra, els homínids. Des de llavors i fins ara, hem passat per diverses fases d'hominització amb els avantpassats següents:
1. Els australopitecins: homínids sorgits a l'Àfrica fa una mica menys de 5 milions d'anys. S'alimenten de vegetals, insectes i carronya. El seu aspecte és com el d'un simi, tot i que caminen drets: el seu cervell és molt petit (500 cc) i no saben fabricar eines. N'hi ha diverses espècies, com Australopithecus.
2. Els arcantropins: són els primers éssers humans. Pertanyen a diverses espècies (s'anomenen arcàntrops tots els membres del gènere Homo datats en el Plistocè inferior i mitjà, anteriors als humans moderns). Atesa la gran variabilitat que existeix entre els arcantropins, les dades que oferim són molt generals: el seu cervell és gran: entre 700 cc i 1.100 cc. Apareixen fa 2,6 milions d'anys a l'Àfrica, i des d'allí s'estenen per Europa i Àsia fa més d'un milió d'anys, gràcies a l'ús del foc, i perquè saben fabricar roba d'abrigar, cabanes, i eines de pedra, fusta i os per caçar.
  1. L'Homo habilis i Homo ergaster són successius i propis de l'Àfrica. Homo ergaster, que s'estén cap a la regió paleàrtica, se'n diferencien dues branques, una asiàtica i una altra europea. Les restes de Dmanisi (Geòrgia) aquesta divisió.
  2. A l'Àsia, el gènere Homo va derivar cap a Homo erectus, que va sobreviure fins a l'arribada dels humans moderns, és a dir, fins a temps molt recents.
  3. A Europa, es convertiria en Homo heidelbergensis (antecessor immediat del neandertal). A la península Ibèrica es parla, a més, d'un arcàntrop de la Serra d'Atapuerca, a la Província de Burgos anterior a Homo heidelbergensis: el controvertit Homo antecessor.
3. Els neandertals: s'estableixen a Europa fa 200.000 anys (quan a l'Àfrica ja hi havia humans moderns).[40] Els neandertals s'assemblaven a l'home actual (el seu cervell també té 1.500 cc, però amb forma de pilota de rugbi, mentre que el de l'home modern s'assembla més a una de futbol). No obstant això, eren molt més robustos i musculosos, amb la cara més gran i amb el cap aixafat. Són molt intel·ligents i enterren els morts, cosa que indica que creuen en el "més enllà".
4. Els humans moderns van aparèixer a l'Àfrica fa 200.000 anys i es van estendre fora d'aquest continent fa 50.000 anys. En principi, els primers membres d'aquesta espècie reben denominacions diferents de la nostra, en virtut a lleus diferències físiques, sovint se'ls denomina Primitius Moderns, és a dir, Homo sapiens fossilis o Home de Cromanyó. L'ésser humà modern és el primer que va habitar en tot el món: va arribar per primera vegada a Austràlia i Oceania per mar (en canoes) i a Amèrica des d'Àsia per l'estret de Bering en les migracions humanes prehistòriques.

### Comparació de la mida del cervell

Australopithecus africanus
Homo habilis
Homo ergaster
Homo erectus 1 = Mida del cervell
Homo antecessor 1 = Mida del cervell
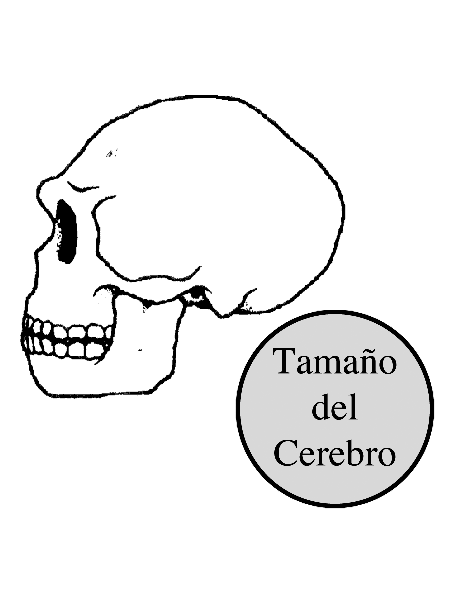
Homo heidelbergensis
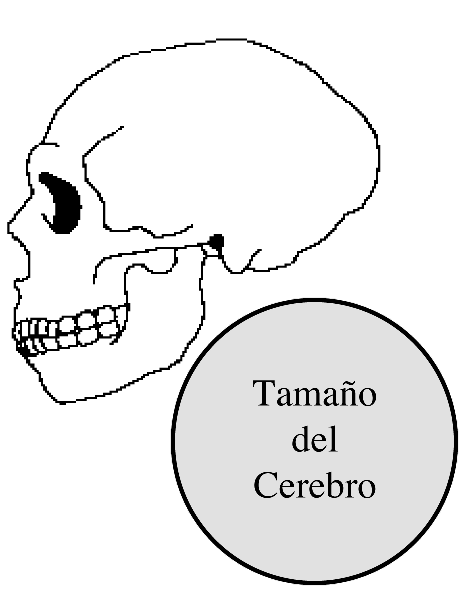
Homo neanderthalensis
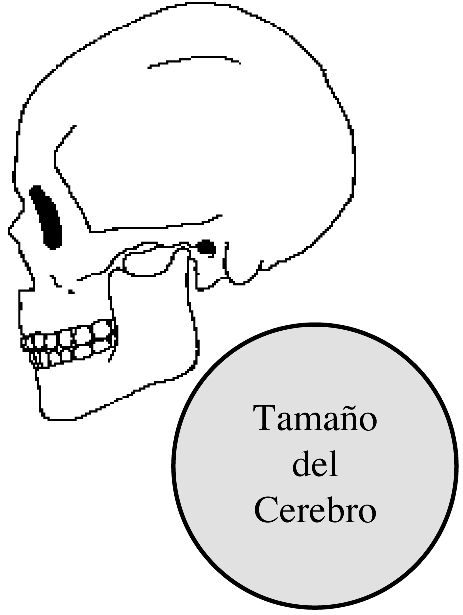
Homo sapiens sapiens

## El clima
Per diverses raons (variacions en la inclinació de l'eix de rotació de la Terra, canvis en l'òrbita terrestre, cicles polars...), el clima del món ha canviat, fins on sabem, des del precambrià. No obstant això, les glaciacions del Quaternari són les més conegudes. A Europa, Amèrica del Nord i Àsia central, per exemple, hi havia períodes en els quals el clima era com l'actual, o sigui, temperat (interglacial), i d'altres en els quals el clima s'assemblava al que hi ha ara a Sibèria, Groenlàndia o Alaska —és a dir, una mitjana 10 o 12 graus més baixa (glaciacions)—, durant els quals es vivia com viuen ara els esquimals. Encara que les glaciacions segueixen essent una referència obligada a l'hora de datar els esdeveniments del Paleolític, actualment estan en revisió. La raó principal és que són episodis mal datats i sense correlació entre els períodes glacials dels diferents continents, sobretot entre les glaciacions clàssiques de centreuropa, les del Mediterrani i les de l'Atlàntic. Segueix essent arriscat fer-ne afirmacions.
| Antiguitat     | Amèrica      | Europa atlàntica | Magrib    | Europa mediterrània | Europa central |
| -------------- | ------------ | ---------------- | --------- | ------------------- | -------------- |
| 10.000 anys    | Post-Glacial | Flandrià         | Mellahià  | Versilià            | Post-Glacial   |
| 80.000 anys    | Wisconsin    | Devensià         | Regressió | Regressió           | Würm           |
| 140.000 anys   | Sangamonià   | Ipswichià        | Ouljià    | Tirrenià II i III   | Riss-Würm      |
| 200.000 anys   | Illinois     | Wolstonià        | Regressió | Regressió           | Riss           |
| 450.000 anys   | Yarmouthià   | Hoxnià           | Anfatià   | Tirrenià I          | Mindel-Riss    |
| 580.000 anys   | Kansas       | Anglià           | Regressió | Regressió           | Mindel         |
| 750.000 anys   | Aftonià      | Cromerià         | Maarifià  | Sicilià             | Günz-Mindel    |
| 1.100.000 anys | Nebraska     | Beestonià        | Regressió | Regressió           | Günz           |
| 1.400.000 anys | interglaciar | Ludhamià         | Messaudià | Calabrià            | Donau-Günz     |

A l'hemisferi nord el casquet polar permanent superava el paral·lel 50 en els períodes de màxima glaciació. Se sap que les glaciacions van afectar també els Andes i que la Patagònia es va cobrir d'una capa permanent de gel. També hi ha glaceres extintes de l'època plistocena en les muntanyes més altes de l'Àfrica central, Nova Zelanda i altres zones d'Oceania.
En les zones on no va haver-hi episodis de glaciacions, almenys a l'Àfrica, hi va haver episodis de major humitat anomenats pluviacions; encara que no són gaire coneguts.
Malgrat tot, és possible trobar un sistema més precís per a mesurar les variacions climàtiques a escala global, almenys des de fa uns 700.000 anys, gràcies a les anomenades corbes de paleotemperatures d'isòtops de l'oxigen. Segons aquest sistema, l'oxigen dels oceans, concretament alguns dels seus isòtops (¹⁶O i 18O), varien la seva proporció. Atès que tals isòtops queden atrapats en les conquilles d'animals marins (foraminífers), és possible calcular les variacions per mitjà de sondejos estratigràfics submarins. El més utilitzat és el V28-238 del Pacífic, però també n'hi ha al Mediterrani.
|  |  |

Es poden prendre mesures similars per mitjà dels isòtops de deuteri (δD), que també reflecteixen la quantitat de 18O en les conquilles de foraminífers, però, en aquest cas, en sondejos practicats en els casquets polars.